# Olaszországban történt légi közlekedési balesetek listája
Az Olaszországban történt légi közlekedési balesetek listája mind a halálos áldozattal járó, mind pedig a kisebb balesetek, meghibásodások miatt történt, gyakran csak az adott légiforgalmi járművet érintő baleseteket is tartalmazza évenkénti bontásban.

## Olaszországban történt légi közlekedési balesetek

### 1919
- 1919. augusztus 2., Verona. A Caproni vállalat Caproni Ca.48 típusú repülőgépe vélhetően szerkezeti okok miatt lezuhant. A gépen tartózkodó 14/15,[1] vagy 17 fő életét vesztette. Az áldozatok száma a különböző beszámolókban és forrásokban eltérnek egymástól. A gépen 2 fő személyzet volt.

### 1940
- 1940. március 16., Stromboli. Az Avio Linee Italiane légitársaság Savoia-Marchetti S.73 típusú repülőgépe hegyoldalnak csapódott. A balesetben 5 fő vesztette életét.

### 1948
- 1948. december 6., Milánó. Az Avio Linee Italiane légitársaság Douglas C–47-es típusú repülőgépe felszállás közben lezuhant. A személyzet hat tagja és egy utas életét vesztette.[2]

### 1949
- 1949. május 4., Superga-hegy, Torino. Az Avio Linee Italiane légitársaság Lisszabonból Torinóba tartó járata, egy Fiat G.212CP típusú utasszállító, lajstromjele: I-ELCE, a rossz látási viszonyok miatt hegyoldalnak csapódott. A gépen 27 utas és 4 fő személyzet volt. Mindannyian életüket vesztették. A gépen a torinói futballcsapat utazott.[3]

### 1954
- 1954. január 14., Róma. Ciampino–G. B. Pastine nemzetközi repülőtér. A Philippines Airlines Douglas DC–6 típusú repülőgépének a heves turbulenciák miatt leszállás közben a földnek csapódott és az ütközés miatt hajtóműve kigyulladt. A balesetben 16-an vesztették életüket.[4]

### 2017
- 2017. szeptember 24., Terracina közelében. Az Olasz Légierő egyik Eurofighter F-2000A Typhoon (MM7278/RS-23) típusú vadászgépe a helyi légi bemutatón egy manőver végrehajtása közben a Tirrén-tengerbe csapódott. A balesetet a gép pilótája, Gabriele Orlandi százados nem élte túl.[5][6][7]